# دونگ سوای
دونگ سوای (به لاتین: Đồng Xoài) یک شهر در ویتنام است که در استان بین فوک واقع شده‌است.

## خصوصیات
دونگ سوای ۱۶۸ کیلومترمربع مساحت و ۸۸٬۳۸۰ نفر جمعیت دارد.